# Монастир Етталь

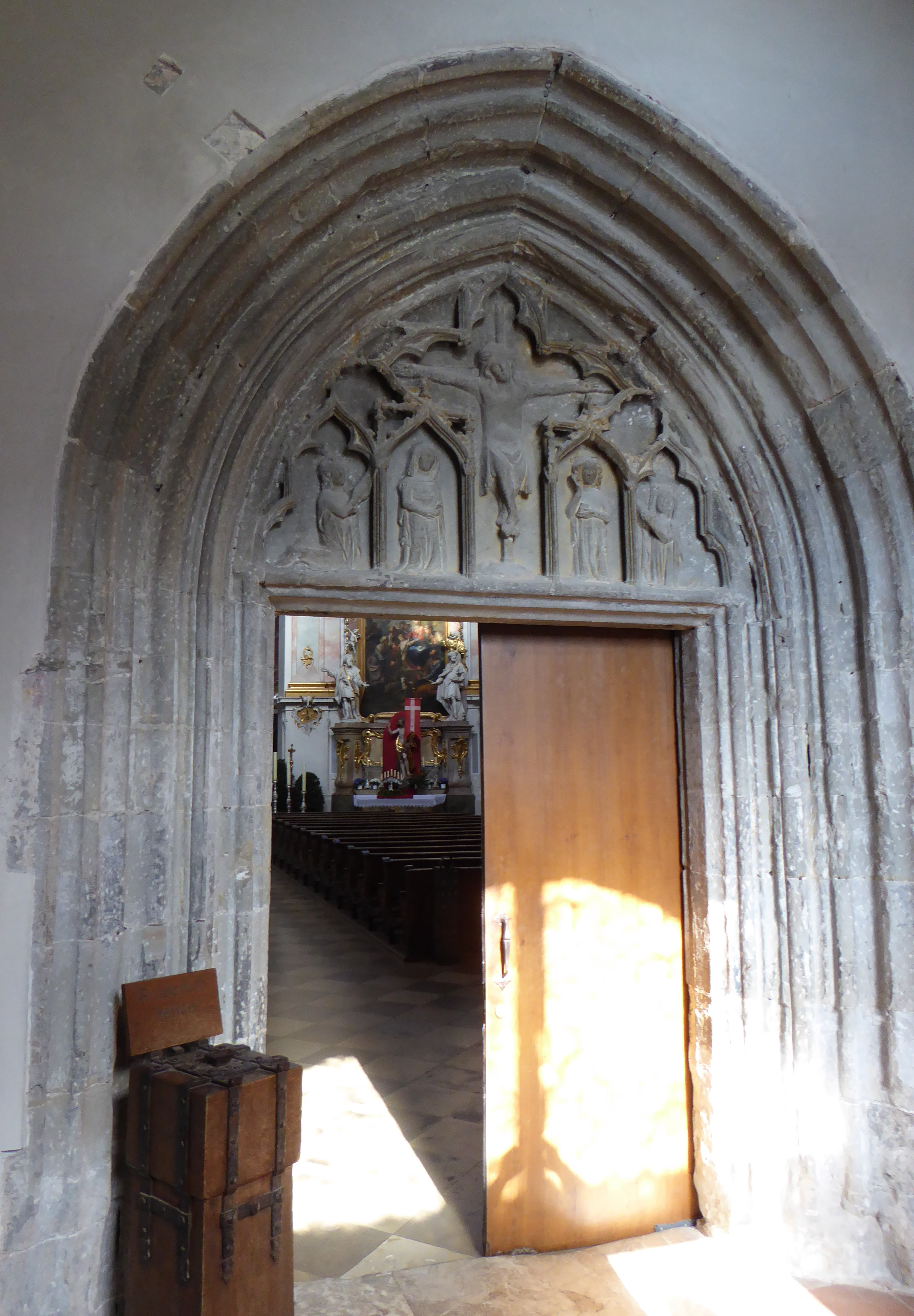
Готичний портал. 2016

Монастир Етталь (нім. Kloster Ettal) — бенедиктинський монастир у селі Етталь, недалеко від Обераммергау і Гарміш-Партенкірхена в Баварії, Німеччина. Станом на 2005 рік тут перебували більше ніж 50 монахів.

## Історія
Монастир був заснований імператором Людвігом Баварським 28 квітня 1330 року, в день святого Віталія Міланського. Монастир повинен був стати додатковим місцем порятунку імператора у випадку нападу ворога, а також місцем забезпечення Імперського торгового шляху від Аугсбурга до Верони (Via imperii).

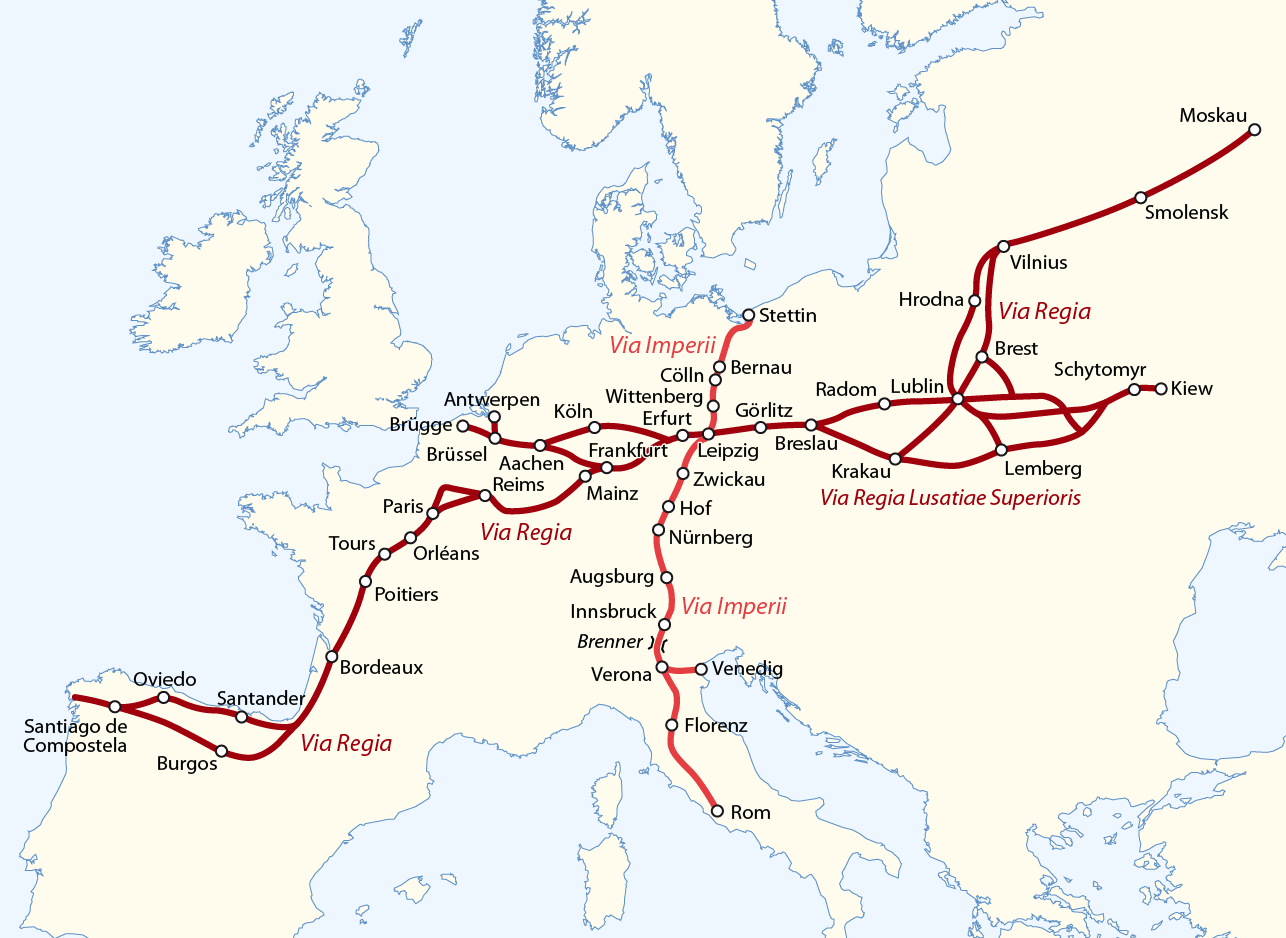
Карта Королівського (Via regia) та Імперського (Via imperii) шляхів Європи

Ще до побудови монастиря тут була поставлена привезена з Пізи статуя Богоматері — Еттальська Мадонна, подарунок Людвіга Баварського, яка стала об'єктом поклоніння і метою числе́нного паломництва. Вона була зроблена з мармуру італійським скульптором часів Раннього Відродження — Джованні Пізано. Пізніше монастирський храм був освячений як церква Успіння Св. Марії (нім. St. Mariä Himmelfahrt).
У 1370 році будівництво церкви завершилося. Це був готичний храм, що складався з основної 12-гранної будівлі, увінчаної дуже гострим пірамідальним дахом, та дзвіниці, що стояла поруч. Дотепер зберігся готичний портал з основоположним тимпаном. На ньому зображена група Розп'яття, біля якої на колінах стоять фігури Людвіга Баварського і його дружини Маргарити Нідерландської.
У 1710 році в стінах монастиря була створена школа, де мали навчатися не тільки діти німецької шляхти, але й студенти з інших країн. Тут викладали теологію, філософію, а також спів.

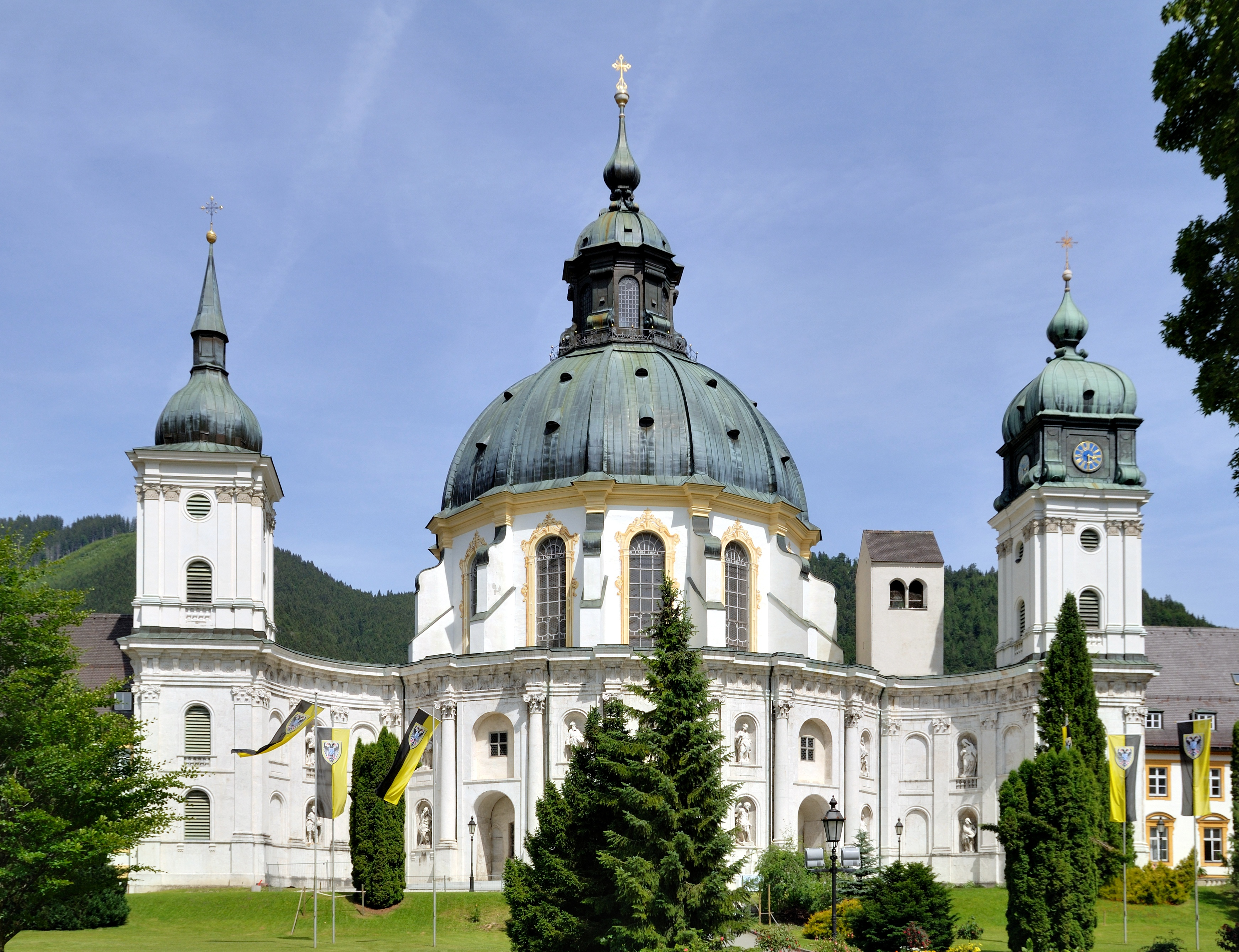
Церква монастиря. 2011

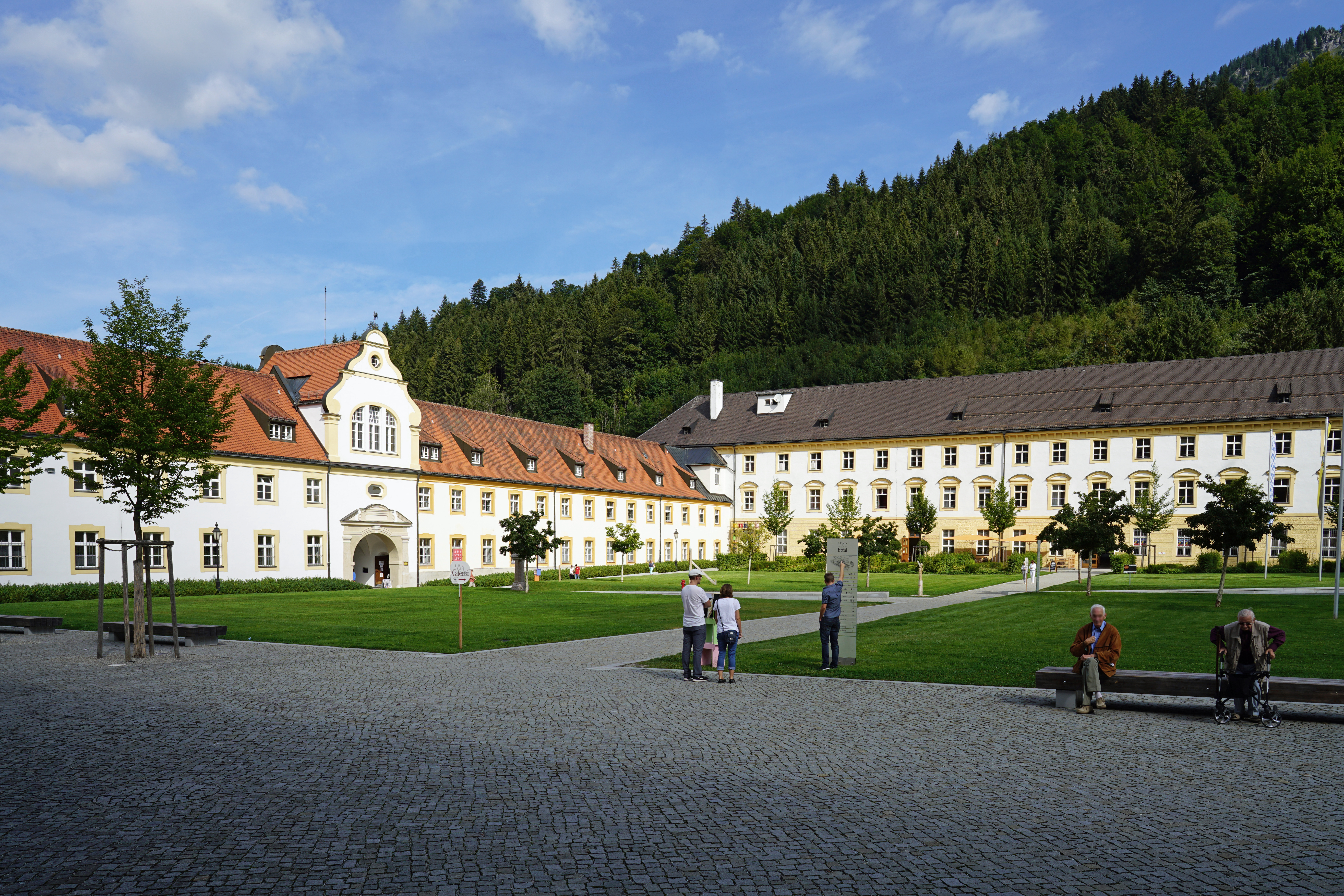
Подві́р’я монастиря. 2018

На початку XVIII століття архітектор Енріко Цукалі почав перебудову споруд монастиря. Готичні елементи почали поступово замінювати бароковими, поки в 1744 році не трапилася сильна пожежа, яка завдала значної шкоди всьому комплексові монастиря.
Монастир і церква були відновлені в стилі бароко завдяки майстрові Йозефові Шмузеру відповідно до вказівок Цукалі, але фасад церкви не досяг своєї попередньої пишноти. По боках старохо входу до церкви були симетрично додані ще два нові. Над входами в нішах були розміщені статуї апостолів. Були збережені готична дзвіниця і частина стін, що не були знищені у вогні.
Відновлення монастиря тривало до 1790 року, пізніше почалося будівництво бічних веж. Ліва, північна вежа, була завершена в 1853 році, а через півстоліття — права з годинником. Будинки, зруйновані полум'ям, були перебудовані за допомогою багатьох майстрів того часу. Їх співпраця породила типовий баварський приклад рококо.

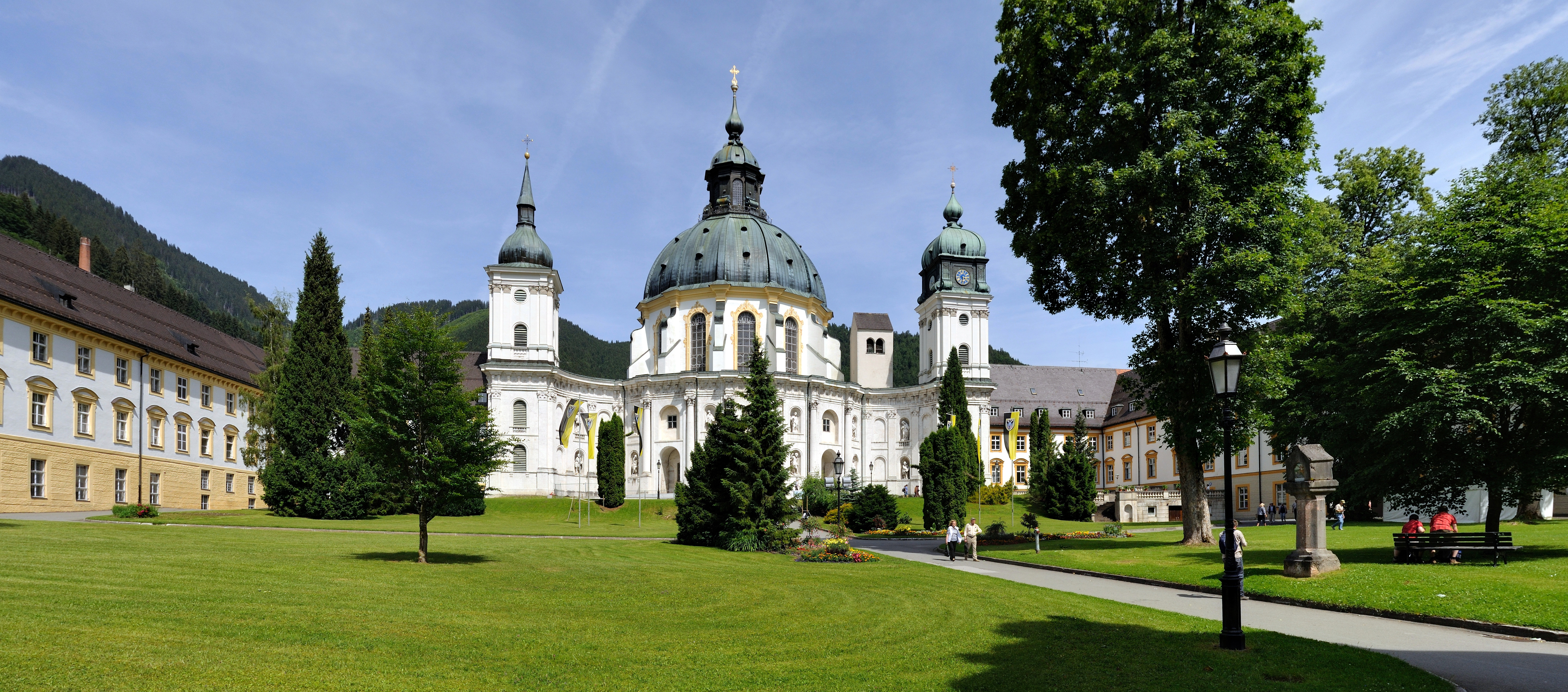
2011

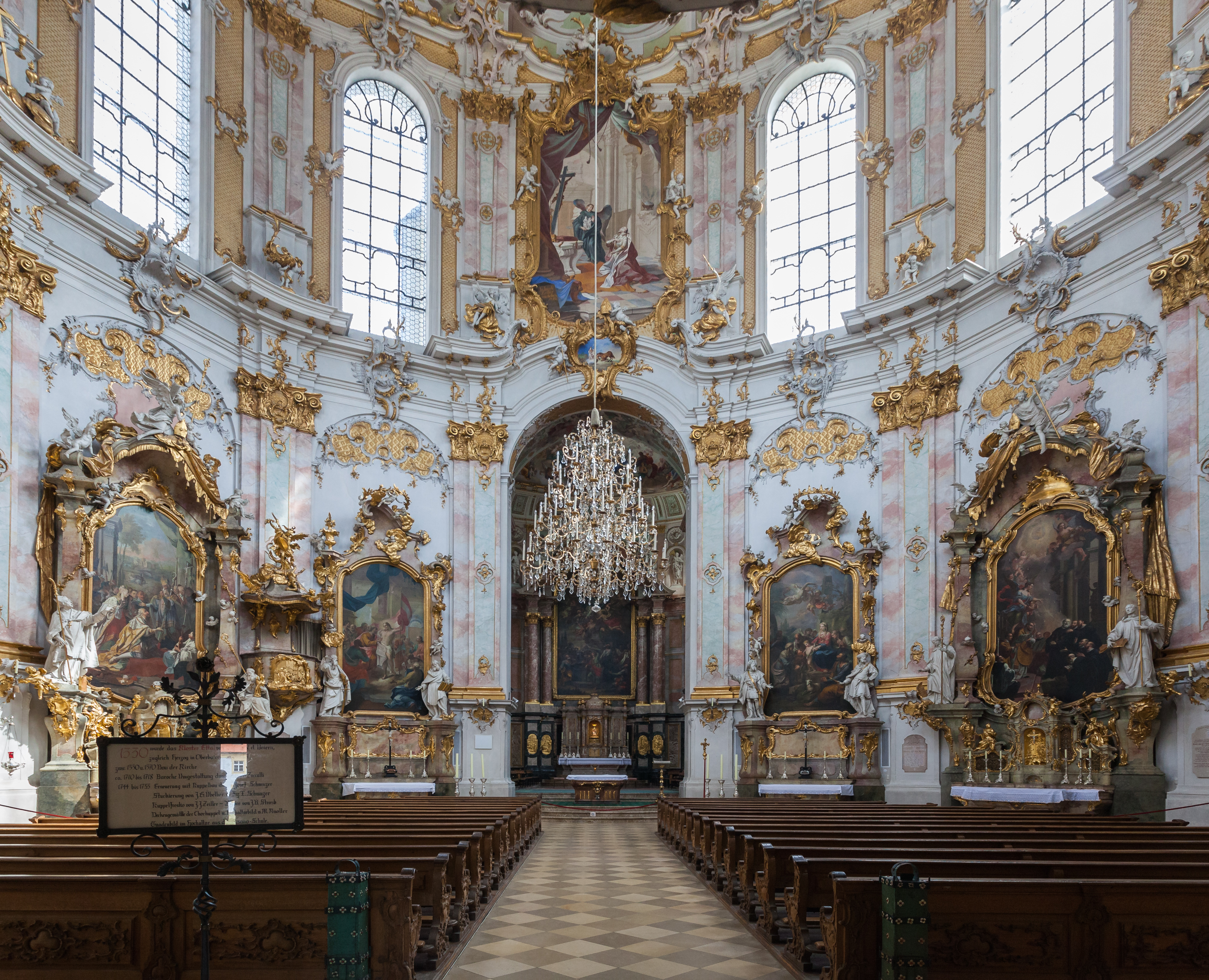
2014

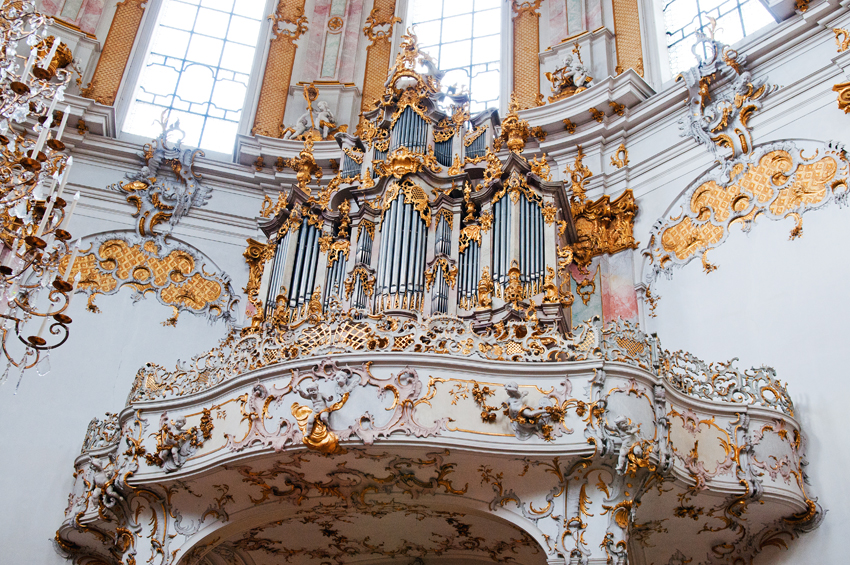
Орган. 2010

У 1803 році абатство було зачеплене секуляризаційним рухом і в значній мірі руйнувалося. Богослужіння в церкві відновилися лише в 1899 році. У 1903 році Етталь нарешті отримав статус абатства. Абат Віллібальд Вольфштайнер, який очолював монастир, побудував коледж і школу-інтернат, реорганізував богослужіння і ввів григоріанський спів. Відтоді абатство є частиною бенедиктинської конгрегації Баварії. Сьогодні монастир з важливого місця паломництва став популярним туристичним місцем.